# Салбат
Государственный природный заказник краевого значения «Салбат» — особо охраняемая природная территория в Шарыповском и Ужурском районах Красноярского края. Озеро Салбат, благодаря которому заказник и получил своё название, является единственным местом от границ с Монголией до Ангары, где во время миграции концентрируется западный тундровый гуменник. По критериям Рамсарской конвенции заказник отнесен к водно-болотных угодьям, имеющим международное значение.

## Цели и задачи заказника
- Государственный биологический заказник «Салбат» создан с целью сохранения целостности уникального природного комплекса, редких и исчезающих видов животных, а также резервата генетического разнообразия видов птиц, ценных в хозяйственном отношении.
- Важнейшим объектом охраны является водно-болотный комплекс «озеро Салбат» по критериям Рамсарской конвенции имеющий международное значение.

## Задачи заказника
- сохранение популяций редких занесенных в Красные книги Российской Федерации и Красноярского края видов животных — филина, балобана, сапсана, могильника, серого журавля, черного аиста, черношейной поганки, большого кроншнепа, серого гуся, большого подорлика, беркута и др. (всего 36 видов), а также мест размножения, скоплений на линьку и предотлетных концентраций птиц водно-болотного комплекса и среды их обитания;
- охрана и воспроизводство хозяйственно значимых видов птиц, млекопитающих и важнейших мест концентрации и их размножения;
- сохранение редких, занесенных в Красные книги Российской Федерации и Красноярского края видов животных, существующих в оптимальных условиях;
- сохранение сибирской косули шарыповско-новоселовской группировки, её воспроизводственных и зимовочных местообитаний.

На территории, зарезервированной под заказник краевого значения «Салбат», по предварительным данным отмечено пребывание 223 видов птиц и 25 видов млекопитающих. В пределах водно-болотного угодья «озеро Салбат» в различные сезоны года обитает около 223 птиц, более 85 % из них перелетные.
На озере Салбат гнездится, линяет и останавливается на пролете до 25000 птиц водно-болотного комплекса (гуси, лебеди, утки, кулики, журавли, поганки и лысухи).

## Расположение заказника
Заказник расположен на территории Шарыповского и Ужурского муниципальных районах Красноярского края на землях лесного фонда, водного фонда и сельскохозяйственного назначения. Общая площадь заказника — 19486 гектаров, в том числе на территории Шарыповского района — 10701 гектаров, Ужурского района 8785 — гектаров.

## Биоразнообразие
В пределах заказника произрастает 319 видов растений, включая 310 видов покрытосеменных, и по три вида голосеменных, папоротников и хвощей. В фауна включает 45-50 видов млекопитающих и 224 вида птиц. На озере обитает более 37 видов птиц и 18 редких видов животных занесённых в Красные книги Российской Федерации и Красноярского края.